# Kenia Gascón
Kenia Gascón (Ciudad de México, 10 de marzo de 1965) es una artista multidisciplinaria mexicana: actriz, escritora y música. Estudió tres carreras universitarias. Toca siete instrumentos: piano, flauta, guitarra, acordeón, clarinete, saxofón y batería. Es hija de la actriz Tara Parra y hermana del compositor David Gasca. Ha participado en decenas de telenovelas y obras de teatro. Su carrera en el teatro empezó a los 5 años de edad.[cita requerida]

## Teatro
- 1968 El hombre de las cavernas, dir. Tara Parra;
- 1970 Pedro y el lobo, dir. Óscar Ledezma;
- 1974 El cerco de Numancia, dir. Manuel Montoro, Compañía Nacional de Teatro;
- 1975 Romances, dir. Tara Parra;
- 1980 Sangre, sudor y lágrimas, dir. Ricardo Ramírez Carnero;
- 1981 Un pequeño día de ira, de Emilio Carballido; dir. Erika Mireles;
- 1982 Los ciegos de Matearlink, dir. Julio Castillo;
- 1974 El libro de la selva
- 1984 La dama de pan de jengibre, dir. Adriana Roel;
- 1983-1986 Pastorela
- 1985 La rosa de oro, de Carlos Olmos, dir. Polo Basurto;
- 1987 Las criadas, de Jean Genet, dir. Adriana Roel.
- 2000 Un príncipe para tres princesas, de Claudia Sacha y Diego La Hoz, dir. Diego La Hoz Lima, Perú
- 2014 Camerino con Myriam Alzaga; dir. Kenia Gascón
- 2014 Buga
- 2015 La teniente ardiente
- 2016 Efímeros dragones
- 2017 Mi voz
- 2018 Miedo a la verdad

## Telenovelas
- Hombre tenías que ser (2013) - Diana Garza Vda. de Almada
- La patrona (2013) - Prudencia Godínez de Montemar
- Quiéreme tonto (2010) - La Nena Escalante
- Se busca un hombre (2007) - Alicia
- A simple vista (2006) - Marisa
- Machos (2005) - Sonia Trujillo
- La hija del jardinero (2003) - Marisa Gómez Ruiz
- Estrellita (2000) - Nicole
- Catalina y Sebastián (1999) - Silvia Muñoz Roca †
- Amada enemiga (1997) - Gilda Moreno
- La jaula de oro (1997) - Camelia
- Marimar (1994) - Antonieta Narvaéz de López
- Triángulo (1992) - Rosaura Granados Verti
- Muchachitas (1991) - Margarita Villaseñor
- Alcanzar una estrella (1990) - Guadalupe Patiño "Déborah Lavalle"
- Carrusel (1989) - Clara Del Castillo de Villaseñor
- Los años felices (1984)

## Series de televisión
- Silvia Pinal, frente a ti (2019) - María Luisa "Merilú" Hidalgo
- La vida es una canción - Delia
- Lo que callamos las mujeres
- La niñera (2007) - Nena Palafox